# Австралийская кунья акула
Австралийская кунья акула  (лат. Mustelus antarcticus) — распространённый вид хрящевых рыб рода обыкновенных куньих акул семейства куньих акул отряда кархаринообразных. Обитает в восточной части Индийского океана и в восточной части Тихого океана у южного побережья Австралии. Размножается плацентарным живорождением. Максимальная зафиксированная длина 185 см. Опасности для человека не представляет. Рацион состоит в основном из головоногих. Мясо этих акул употребляют в пищу.

## Таксономия
Впервые вид научно описан в 1870 году. Синтипы: самка длиной 87 см, пойманная у берегов Нового Южного Уэльса и самец длиной 103 см, пойманный у побережья Тасмании.
Маркировка, генетические  и морфологические исследования доказали существование трёх генетических рас австралийских куньих акул. Одна из них обитает у южного побережья Австралии от Банбери на западе до Идена на востоке, вторая локализована у побережья Нового Южного Уэльса в районе Ньюкасла и Кларенс Ривер, а третье у берегов Квинсленд в прибрежных водах под Таунсвиллом.

## Ареал
Австралийские куньи акулы  являются эндемиками южного побережья Австралии. Они встречаются от прибрежных вод Нового Южного Уэльса  (32° ю. ш.) до Западной Австралии (28° ю. ш.). Эти донные рыбы обитают как в открытом море, так и у берега на континентальном шельфе и в верхней части материкового склона на глубине до 350 м. Это единственный вид обыкновенных куньих акул, обитающий в умеренных водах Австралии.

## Описание
У австралийских куньих акул короткая голова и тонкое, вытянутое тело. Расстояние от кончика морды до основания грудных плавников составляет от 17% до 21% от общей длины тела. Морда вытянута, глаза крупные, почти круглые.
Грудные плавники довольно крупные, длина переднего края составляет 12—16%, а заднего края 8—13% от общей длины соответственно. Длина переднего края брюшных плавников составляет 6,2—7,9% от общей длины тела. Высота анального плавника равна 2,5—4,4% от общей длины. Нижняя лопасть хвостового плавника у неполовозрелых особей имеет серповидную форму. Первый спинной плавник довольно крупный, больше второго спинного плавника. Его основание расположено позади основания грудных плавников. Основание второго спинного плавника находится перед основанием анального плавника. Анальный плавник меньше обоих спинных плавников.  У края верхней лопасти хвостового плавника имеется вентральная выемка. Окрас серый или серо-коричневый.

## Биология
Самки крупнее самцов (максимальная зарегистрированная длина самки составляет 185 см, тогда как самца 148 см), максимальный зафиксированный вес 24,8 кг. Маркировка и исследования продолжительности жизни указывают на то, что австралийские куньи акулы живут около 16 лет. Эти акулы размножаются бесплацентарным живорождением. В Бассовом проливе и у берегов южной Австралии овуляция происходит с октября по середину декабря, а у побережья Западной Австралии с ноября по февраль. В помёте от 1 до 38 новорожденных, численность потомства напрямую зависит от размеров матери. С востока на запад средний размер беременных самок имеет тенденцию к увеличению. В Бассовом проливе примерно половина самок приносят потомство ежегодно, тогда как у берегов Южной и Западной Австралии годичный цикл размножения наблюдается практически у всех самок. Соотношение самцов и самок в помёте составляет 1:1. Длина новорожденных около 33 см. Роды, как правило, происходят в мелких прибрежных водах.
Тупые, ровные зубы австралийских куньих акул приспособлены скорее дробить, чем рассекать жертву. Эти акулы охотятся на различных животных, обитающих скорее на песчаном, чем на каменистом дне. Исследование содержимого желудка австралийских куньих акул, обитающих в Бассовом проливе показало, что в их рацион входят до 95 различных видов. 36% от общего веса составляли головоногие (осьминоги и кальмары), 25% — ракообразные, 11%— костистые рыбы, оставшиеся 28% пришлось на 12 различных классов животных и на неидентифицируемую материю. Австралийские куньи акулы не совершают чётко выраженных миграций, однако маркировка показала, что крупные самки покидают Бассов пролив и перемещаются на побережье Южной и Западной Австралии. Обратная миграция незначительна. Самцы достигают половой зрелости при длине 68 см, а самки около 80 см.

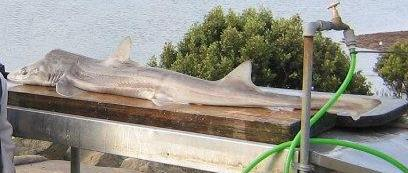
Австралийская кунья акула длиной 1,6 м.

## Взаимодействие с человеком
Не представляет опасности для человека. Мясо употребляют в пищу. В прибрежных водах австралийские куньи акулы наряду с суповыми акулами являются объектом рыбного промысла с 20-х годов XX века. Их ловили в основном на крючок с приманкой, пока в начале 70-х годов не начали использовать донные жаберные сети. В настоящее время наибольшую опасность для популяции представляют жаберные сети с шагом ячеи 6 на 6,5 дюймов у берегов Южной Австралии, Виктории и Тасмании и 6,5 на 7 дюймов в водах Западной Австралии. В Бассовом проливе, у берегов Южной Австралии и Западной Австралии количество биомассы этих акул за два десятилетия сократилось до 40—55% от начального уровня. 
Стабильное сокращение промысла в 80-х годах XX века, установление в 2000 году объема допустимого улова привели к восстановлению популяции, ограничение на использование жаберных сетей и запрет на добычу в природных питомниках привели к восстановлению популяции. Международный союз охраны природы присвоил этому виду статус «Вызывающий наименьшие опасения».